# Bittersopp
Bittersopp, skönsopp eller skönfotad sopp, Caloboletus calopus, är en sopp som tillhör familjen Boletaceae.

## Förekomst
Bittersoppen har en vid utbredning i Europa och utbredningen sträcker sig bort till Japan i Asien. Den har uppgivits för Australien. Huruvida det är denna eller en annan art som  förekommer i Nordamerika är omdiskuterat. I Sverige förekommer den mindre allmänt upp till södra Dalarna, vanligast i Skåne och på västkusten. Utbredningen fortsätter längs den norska kusten upp till Sør-Trøndelag.  Den har en vid utbredning i Danmark, men anges som ganska sällsynt. I Finland betraktas den som akut hotad och det är oklart om den förekommer. Den förekommer i både barr- och lövskog och bildar ektomykorrhiza med granar, ädelgranar, tallar, ekar och bokar.

## Kännetecken
Hatten blir 5-14(20) cm i diameter; foten 7-9 cm hög, 3-5 cm tjock och som ung klubbformig. Hatthuden är grå till beige eller ljusockra och blånar inte vid beröring. Porerna är gula och blånande vid tryck. Foten är gul i övre tredjedelen, neråt röd med rött ådernät (f. calopus) eller röda korn (f. ereticulatus). Köttet är citrongult hos unga exemplar och vitnar, speciellt i hatten, hos äldre och blånar något i snittyor. Den bittra smaken gör svampen oätlig, och den anges omväxlande som ej eller svagt giftig (rå ger den, som många soppar, magbesvär). Den kan i Norden möjligtvis förväxlas med den mycket sällsynta djävulssoppen, som dock har röda porer, eller eldsopp, som har mörkare hatt, orange kött i fotbasen och blånar omedelbart i snittytor.

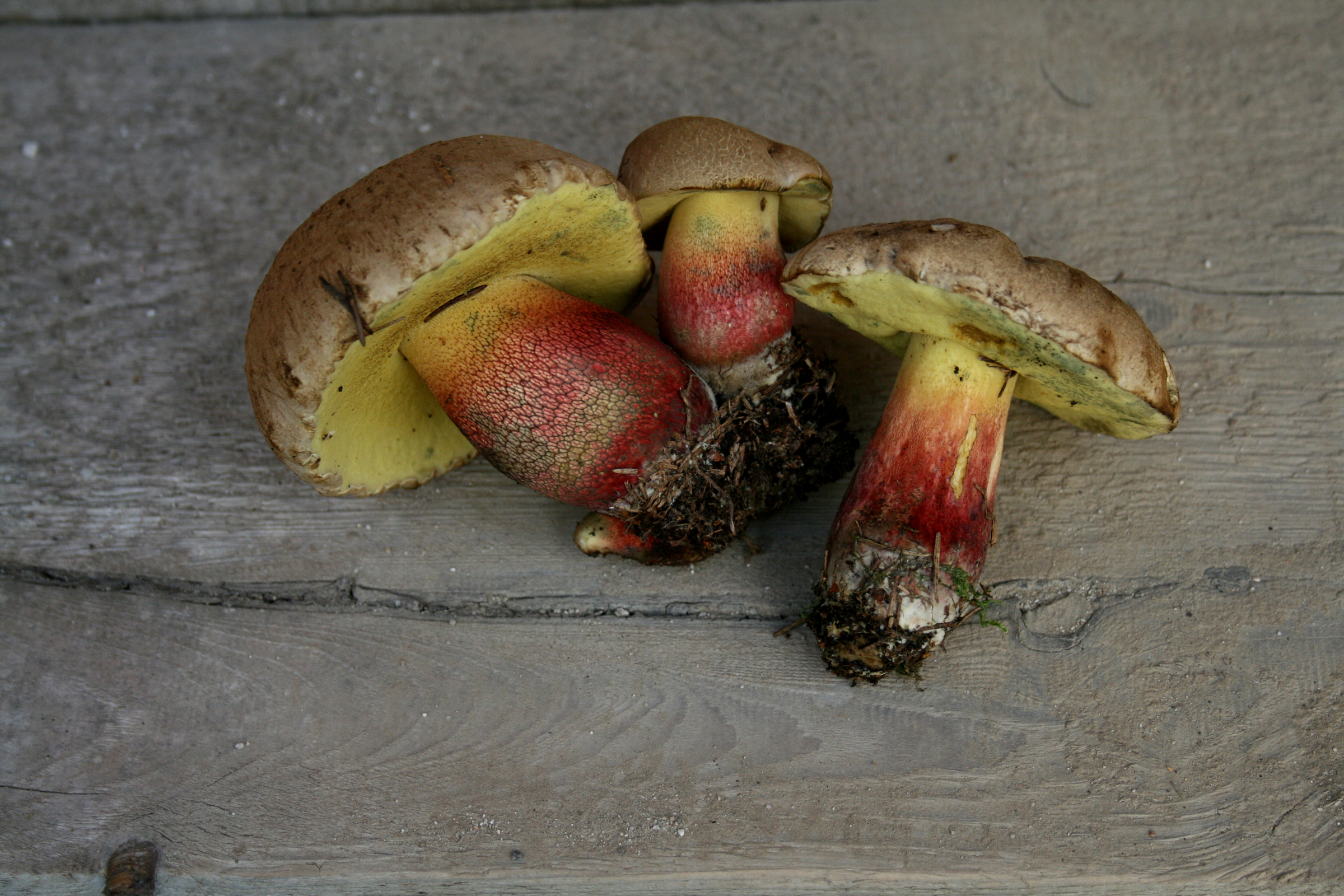
Caloboletus calopus f. calopus har rött nätverk på foten.
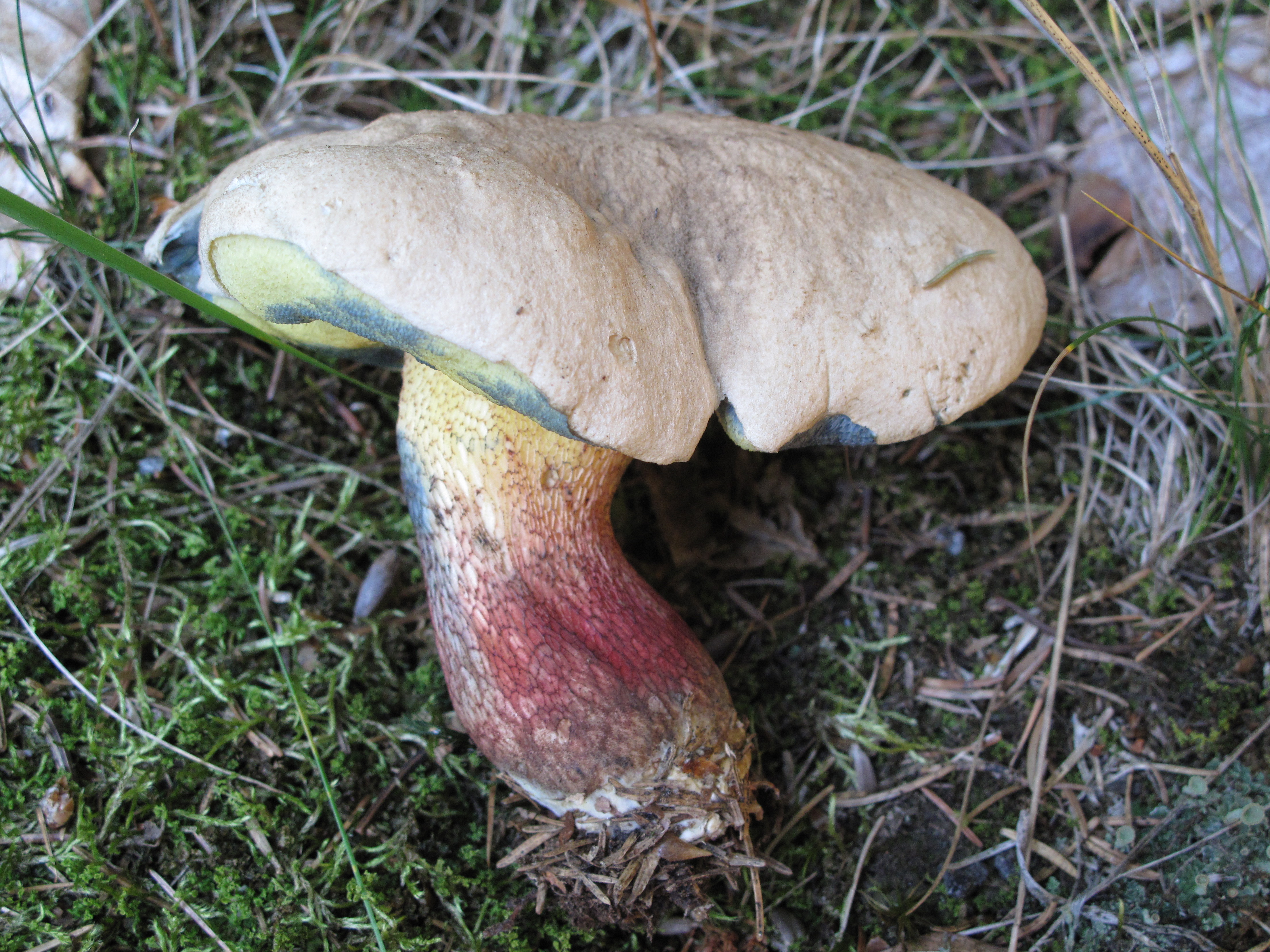
Porerna blånar vid beröring.

## Taxonomi
Bittersoppen beskrevs ursprungligen som Boletus olivaceus av Jacob Christian Schäffer 1774, men detta namn har senare sanktionerats för en annan art och beskrivningen har därför förklarats ogiltig. Likaledes har Johann Friedrich Gmelins beskrivning av bittersopp som Boletus lapidum 1792 ogiltigförklarats. Så den beskrivning som gäller gjordes av den holländske mykologen Christiaan Hendrik Persoon 1801 som Boletus calopus, eftersom namnet sanktionerades av Elias Fries. År 2014 gjorde Alfredo Vizzini bittersoppen till typart i det nybeskrivna släktet Caloboletus. Artnamnet kommer från grekiska καλος "kalos" (vacker) och πους "pous" (fot) och betyder alltså "skönfotad".